# Philodryas tachymenoides
Espèce
Synonymes
- Dromicus tachymenoides Schmidt & Walker, 1943
- Liophis tachymenoides (Schmidt & Walker, 1943)

Statut de conservation UICN

 LC  : Préoccupation mineure
Philodryas tachymenoides est une espèce de serpents de la famille des Dipsadidae.

## Répartition
Cette espèce se rencontre dans le nord du Chili et dans les régions côtières du Sud du Pérou.

## Description
L'holotype de Philodryas tachymenoides mesure 1 055 mm dont 300 mm pour la queue.

## Étymologie
Son nom d'espèce lui a été donné en raison de sa ressemblance avec l'espèce Tachymenis peruviana, le suffixe grec ancien -oides signifiant « qui ressemble à ».

## Publication originale
- Schmidt & Walker, 1943 : Snakes of the Peruvian coastal region. Field Museum of Natural History. Zoological series, vol. 24, no 27, p. 297-327 (texte intégral).